# China Lake Acres
China Lake Acres és una concentració de població designada pel cens dels Estats Units a l'estat de Califòrnia. Segons el cens del 2008 tenia 2.011 habitants.

## Demografia
Segons el cens del 2000, China Lake Acres tenia 1.761 habitants, 702 habitatges, i 497 famílies. La densitat de població era de 122,5 habitants per km².
Dels 702 habitatges en un 27,9% hi vivien nens de menys de 18 anys, en un 55,8% hi vivien parelles casades, en un 11,1% dones solteres, i en un 29,1% no eren unitats familiars. En el 23,6% dels habitatges hi vivien persones soles el 10,7% de les quals corresponia a persones de 65 anys o més que vivien soles. El nombre mitjà de persones vivint en cada habitatge era de 2,51 i el nombre mitjà de persones que vivien en cada família era de 2,95.
Per edats la població es repartia de la següent manera: un 25,4% tenia menys de 18 anys, un 5,8% entre 18 i 24, un 25,2% entre 25 i 44, un 26,9% de 45 a 60 i un 16,6% 65 anys o més.
L'edat mediana era de 41 anys. Per cada 100 dones de 18 o més anys hi havia 96,6 homes.
La renda mediana per habitatge era de 35.375 $ i la renda mediana per família de 39.408 $. Els homes tenien una renda mediana de 39.643 $ mentre que les dones 20.536 $. La renda per capita de la població era de 17.146 $. Entorn del 10,5% de les famílies i el 17,2% de la població estaven per davall del llindar de pobresa.

## Poblacions més properes
El següent diagrama mostra les poblacions més properes.